# Ravbjørn
Ravfigurer er små figurer i rav, forestillende bjørne eller andre dyr og fremstillet i jægerstenalderen. Ravbjørne, ravelge og ravfugle tilhører en eksklusiv fundgruppe af meget sjældne udskårne genstande af rav.  

## Ravfigurer i Danmark
Der kendes omkring 50 fund af små dekorerede ravsmykker og ravfigurer fra jægerstenalderen i Danmark. Hængesmykker er den klart dominerende fundgruppe, mens udskårne dyrefigurer af rav er meget sjældne. Samlet kendes der blot otte løsfund af ravfigurer fra det danske område.
De otte udskårne dyrefigurer af rav er fundet henholdsvis ved Resen nord for Skive, Tangkrogen i Aarhus, Fanø Vesterstrand, Bølling Sø og Engesvang Mose vest for Silkeborg, Egemarke på Nordvestsjælland  og Næsby Strand på Vestsjælland, mens den ottende er uden oplysninger om findestedet.

### Ravbjørne
Fundene fra Resen, Tangkrogen og Fanø Vesterstrand samt måske også fundet fra Bølling Sø og fra det ukendte findested tolkes som ravbjørne, hvor især fundet fra Fanø Vesterstrand betegnes som et af hovedværkerne inden for europæisk jægerkunst.

### Ravelge
Fundene fra Egemark og Næsby Strand tolkes som elsdyr.

### Ravfugle
Fundet fra Engesvang Mose synes at være en ravfigur af en svømmefugl.

## Falske ravbjørne
To falske ravbjørne skabte store overskrifter i februar 2011, hvor Nationalmuseet i en pressemeddelelse skrev, at man i 1997 og 2010 havde modtaget to falske ravbjørne. I 1997 modtog Nationalmuseet en ravbjørn fra en antikvitetshandler. Bjørnen lå i en tændstikæske sammen med en håndskreven seddel fra 1937. Tændstikæske og seddel Arkiveret 4. maj 2019 hos  Wayback Machine har man kunnet datere til 1930'erne. Det sandsynlige forløb er, at en studerende har fundet et stykke rav ved Lild Strand og givet det til formanden for Naturhistorisk Museum V.R. Møller. Ved dennes død i 1962 er ravstykket med seddel og æske sandsynligvis havnet hos en antikhandler, der har lagt bjørnen i æsken i stedet for det oprindelige ravstykke. Bjørnen er sandsynligvis fremstillet til salg i en museumsbutik eller lignende. Politiken bragte i slutningen af december 2011 en artikelserie, hvor man forsøgte at belyse hvem der stod bag forfalskningerne. 
I 2007 blev ravbjørnen udlånt til museet Kongernes Jelling, hvor den sammen med en halsring og 1859-kopierne af Guldhornene blev stjålet. Efter kort tid kom tyvekosterne dog tilbage. Det blev anset for "en væsentlig skærpende omstændighed, at guldhornene, ravbjørnen og guldhalskæden er uerstattelige museumsgenstande af ikke alene betydelig økonomisk værdi, men også betydelig samfundsmæssig værdi", så straffen blev to års fængsel.
I 2010 fik Nationalmuseet en ravbjørn mere fra samme antikvitetshandler, som i 1997 havde indleveret den første bjørn. Den nye bjørn var dog mistænkelig, fordi den lignede den første bjørn, og ved nærmere eftersyn viste det sig at begge bjørne havde spor af moderne værktøj.
Efter afsløringen af den falske bjørn bad den ene tyv Den Særlige Klageret om at kigge på dommen.
Begge falske bjørne er i dag udstillet på Nationalmuseet.